# Nephrotoma bifusca
Nephrotoma bifusca är en tvåvingeart som beskrevs av Alexander 1920. Nephrotoma bifusca ingår i släktet Nephrotoma och familjen storharkrankar. Inga underarter finns listade i Catalogue of Life.